# Going Dutch
Going Dutch es una serie de televisión de comedia de situación estadounidense creada por Joel Church-Cooper y protagonizada por Denis Leary. La serie se estrenó a través de Fox el 2 de enero de 2025. En mayo de 2025, la serie fue renovada para una segunda temporada.

## Trama
Después de un desplante ofensivo, el coronel Patrick Quinn es reasignado a dirigir Garrison Stroopsdorf, una base militar en los Países Bajos que es la base militar menos importante del mundo. Stroopsdorf no tiene fines estratégicos ni armas, pero en su lugar cuenta con lujosas instalaciones tipo complejo turístico, como un economato con estrellas Michelin y la única quesería del ejército. Quinn intenta restaurar la disciplina y la profesionalidad, pero tiene que trabajar con la antigua líder de la base, su distanciada hija Maggie.

## Reparto

### Principales
- Denis Leary como Coronel Patrick Quinn[5]
- Taylor Misiak como Capitana Maggie Quinn[6]
- Danny Pudi como Comandante Abraham Shah[6]
- Laci Mosley como Sargento Dana Conway[6]
- Hal Cumpston como Cabo Elias Papadakis[6]

### Recurrente
- Dempsey Bryk como Soldado Anthony «BA» Chapman[6]
- Arnmundur Ernst Björnsson como Jan

### Invitados
- Catherine Tate como Katja Vanderhoff[7]
- Joe Morton como General Davidson[7]
- Milana Vayntrub como Capitana Celeste Shah

## Episodios
| N.º | Título                        | Dirigido por    | Escrito por                           | Fecha de emisión original | Audiencia (millones) |
| --- | ----------------------------- | --------------- | ------------------------------------- | ------------------------- | -------------------- |
| 1   | «Pilot»                       | Trent O'Donnell | Joel Church-Cooper                    | 2 de enero de 2025        | 1.31                 |
| 2   | «Tanks for Nothing»           | Trent O'Donnell | Joel Church-Cooper                    | 9 de enero de 2025        | 1.08                 |
| 3   | «CIA»                         | Jason Winer     | Laura Moran                           | 16 de enero de 2025       | 1.15                 |
| 4   | «Korfball»                    | Jason Winer     | Jason Belleville                      | 23 de enero de 2025       | 1.02                 |
| 5   | «Nazi Hunters»                | Mo Marable      | Rene Gube                             | 30 de enero de 2025       | 1.03                 |
| 6   | «When You Wish Upon a Star»   | Declan Lowney   | Rene Gube y Natalie Rotter-Laitman    | 13 de febrero de 2025     | 0.97                 |
| 7   | «Once Upon a Twice Christmas» | Kimmy Gatewood  | Jonterri Gadson                       | 20 de febrero de 2025     | 0.83                 |
| 8   | «Trial of Jan»                | Mo Marable      | Laura Moran y Kirsten Rezazadeh-Jakob | 27 de febrero de 2025     | 0.83                 |
| 9   | «The Exes of Evil»            | Declan Lowney   | Jason Belleville y Gian-Paul Bergeron | 6 de marzo de 2025        | 0.85                 |
| 10  | «Born on the Third of July»   | Kimmy Gatewood  | Joel Church-Cooper                    | 13 de marzo de 2025       | 0.84                 |

## Producción
La serie se anunció por primera vez en enero de 2024, con Denis Leary como productor ejecutivo. En mayo de 2024, se anunció que Leary protagonizaría la serie. En septiembre de 2024, otros actores, entre ellos Danny Pudi, fueron anunciados como miembros del reparto. En octubre de 2024, se anunció que Joe Morton y Catherine Tate formaban parte del reparto de la serie. El 7 de mayo de 2025, Fox renovó la serie para una segunda temporada.

## Emisión y lanzamiento
Going Dutch se estrenó a través de Fox el 2 de enero de 2025.

## Recepción

### Respuesta crítica
En el sitio web del agregador de reseñas Rotten Tomatoes la serie tiene un índice de aprobación del 80%, basándose en 10 reseñas con una calificación media de 7.0/10. En Metacritic, tiene una puntuación media ponderada de 63 de 100, basada en 8 reseñas, indicando reseñas «generalmente favorables».

### Audiencia
| N.º | Título                        | Fecha de emisión      | ÍA (18–49) | Audiencia (millones) | DVR (18–49) | Audiencia DVR (millones) | Total (18–49) | Audiencia total (millones) | Ref(s) |
| --- | ----------------------------- | --------------------- | ---------- | -------------------- | ----------- | ------------------------ | ------------- | -------------------------- | ------ |
| 1   | «Pilot»                       | 2 de enero de 2025    | 0.2/2      | 1.31                 | 0.1         | 0.90                     | 0.3           | 2.20                       | [ 9 ]  |
| 2   | «Tanks for Nothing»           | 9 de enero de 2025    | 0.2/2      | 1.08                 | 0.1         | 0.86                     | 0.3           | 1.95                       | [ 10 ] |
| 3   | «CIA»                         | 16 de enero de 2025   | 0.2/3      | 1.15                 | 0.1         | 0.64                     | 0.3           | 1.79                       | [ 11 ] |
| 4   | «Korfball»                    | 23 de enero de 2025   | 0.2/3      | 1.02                 | 0.1         | 0.70                     | 0.3           | 1.72                       | [ 12 ] |
| 5   | «Nazi Hunters»                | 30 de enero de 2025   | 0.1/2      | 1.03                 | 0.1         | 0.66                     | 0.2           | 1.69                       | [ 13 ] |
| 6   | «When You Wish Upon a Star»   | 13 de febrero de 2025 | 0.2/2      | 0.97                 | 0.1         | 0.60                     | 0.2           | 1.57                       | [ 14 ] |
| 7   | «Once Upon a Twice Christmas» | 20 de febrero de 2025 | 0.1/1      | 0.83                 | 0.1         | 0.56                     | 0.2           | 1.39                       | [ 15 ] |
| 8   | «Trial of Jan»                | 27 de febrero de 2025 | 0.2/2      | 0.83                 | 0.0         | 0.46                     | 0.2           | 1.29                       | [ 16 ] |
| 9   | «The Exes of Evil»            | 6 de marzo de 2025    | 0.1/2      | 0.85                 | 0.1         | 0.49                     | 0.2           | 1.34                       | [ 17 ] |
| 10  | «Born on the Third of July»   | 13 de marzo de 2025   | 0.1/2      | 0.84                 | 0.0         | 0.45                     | 0.2           | 1.29                       | [ 18 ] |